# Кросненская башня в Кожухуве

Реконструкция системы застройки города с XV—XVI вв.

Кросненская башня  — средневековая бастея системы укреплений Кожухува, расположенная в северо-западной части города, местное население называют ее «башня».
Кросненская башня — это остатки несуществующих в настоящее время Кросненских ворот, которые были построены в XV веке в процессе адаптации системы укреплений города к артиллерийской обороне. В средние века в укрепленный города вели трое ворот: Глогувские, Жаганьские и Кросненские. В XV веке были достроены четвертые ворота — Шпротавские. Ни одни из них не сохранились до наших времен. В связи с расширением города и для улучшения коммуникаций они были снесены в 1819 году, сохранилась только Кросненская башня.
Это полукруглая постройка из камня и кирпича, трехэтажная, с двухскатной крышей, с многочисленными бойницами. После многочисленных модернизаций и перестроек (в частности, в нем создавались квартиры) в настоящее время в здании находится Региональная Палата (Izbа Regionalnа).

## Галерея

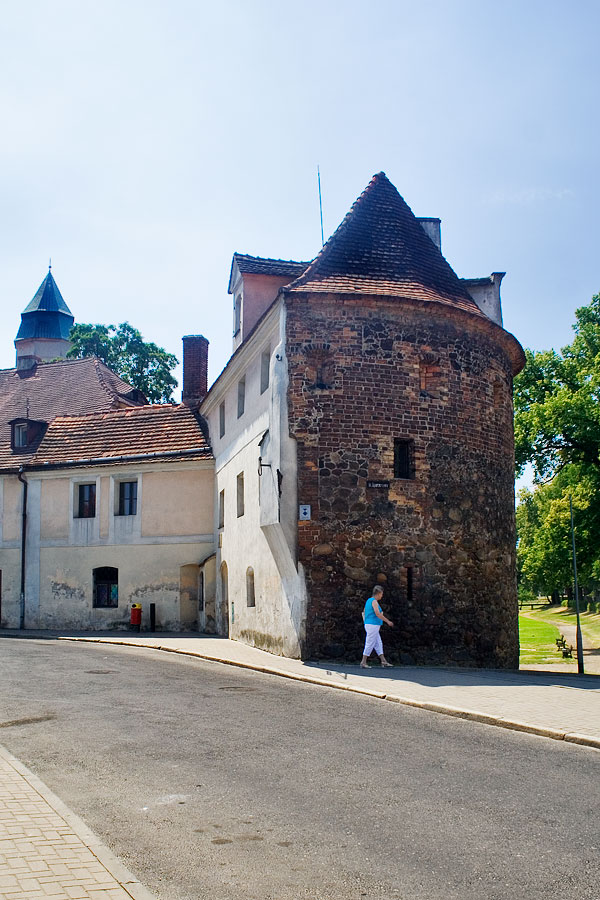
Вид с севера
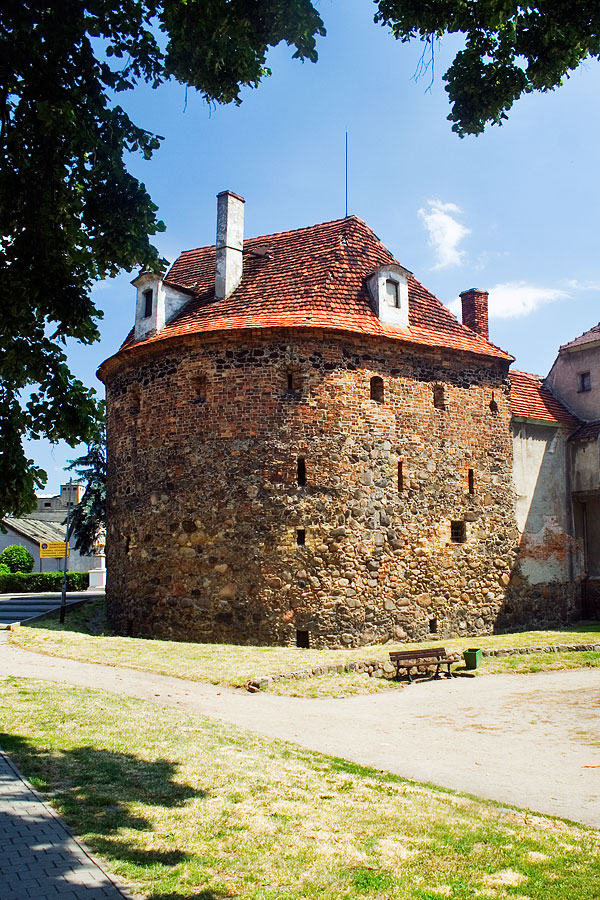
Вид со стороны рва